# Roberto Duffó
Roberto Duffó Villarán (Lima, 4 de enero de 1982) es un exfutbolista peruano. Jugaba de defensa central.

## Clubes
| Club                  | País   | Año       |
| --------------------- | ------ | --------- |
| Sport Boys            | Perú   | 2003-2007 |
| Atlético de Madrid    | España | 2008      |
| Cienciano             | Perú   | 2009-2011 |
| Los Caimanes          | Perú   | 2012      |
| Alfonso Ugarte (Puno) | Perú   | 2013      |
| Deportivo Coopsol     | Perú   | 2014-2016 |